# MKAD

Mapa de Moscou apresentando a via principal do MKAD.

O MKAD, também conhecido como Rodoanel de Moscou, é uma rede viária que circunda a cidade de Moscou.
O crescimento do tráfego em Moscou por volta dos anos 1950 fez a cidade considerar a construção de uma rede que facilitasse o transporte por toda a metrópole. Inaugurado em 1961, o MKAD tinha quatro linhas de asfalto por 108.9km por todo o limite da cidade. Apesar de não ser uma rodovia, o MKAD apresentava várias conexões e um limite de velocidade de 100km/h.
Por um tempo considerável, o MKAD representava as fronteiras de Moscou, até que na década de 1980, a cidade passou a anexar territórios de fora. Em dezembro de 2002, a estação Dmitri Donskoi tornou-se a primeira a ser aberta para fora dos limites do MKAD.
Entre 1995 e 1997, o rodoanel foi expandido de quatro para dez linhas, enquanto todas as conexões foram separadas, pontes foram construídas para acomodar os pedestres, os semáforos foram removidos e uma barreira de concreto foi instalada. Em 2001, todos os veículos lentos foram barrados de trafegar pelo MKAD, que então tornou-se oficialmente uma rodovia.
Ainda hoje, o MKAD é a mais importante via da cidade.